# Forrest Smith
Forrest Smith, född 14 februari 1886 i Ray County, Missouri, död 8 mars 1962 i Gulfport, Mississippi, var en amerikansk demokratisk politiker. Han var Missouris guvernör 1949–1953.
Smith studerade vid Westminster College i Fulton. Han var revisor i delstaten Missouri (Missouri state auditor) 1933–1949.
Smith efterträdde 1949 Phil M. Donnelly som Missouris guvernör och efterträddes 1953 av företrädaren Donnelly.
Smith avled 1962 och gravsattes på Sunny Slope Cemetery i Richmond i Missouri.